# Plabennec
Plabennec är en kommun i departementet Finistère i regionen Bretagne i västra Frankrike. Kommunen ligger i kantonen Plabennec som tillhör arrondissementet Brest. År 2022 hade Plabennec 8 633 invånare.

## Befolkningsutveckling
Antalet invånare i kommunen Plabennec
Referens:INSEE